# Domenico Annibali

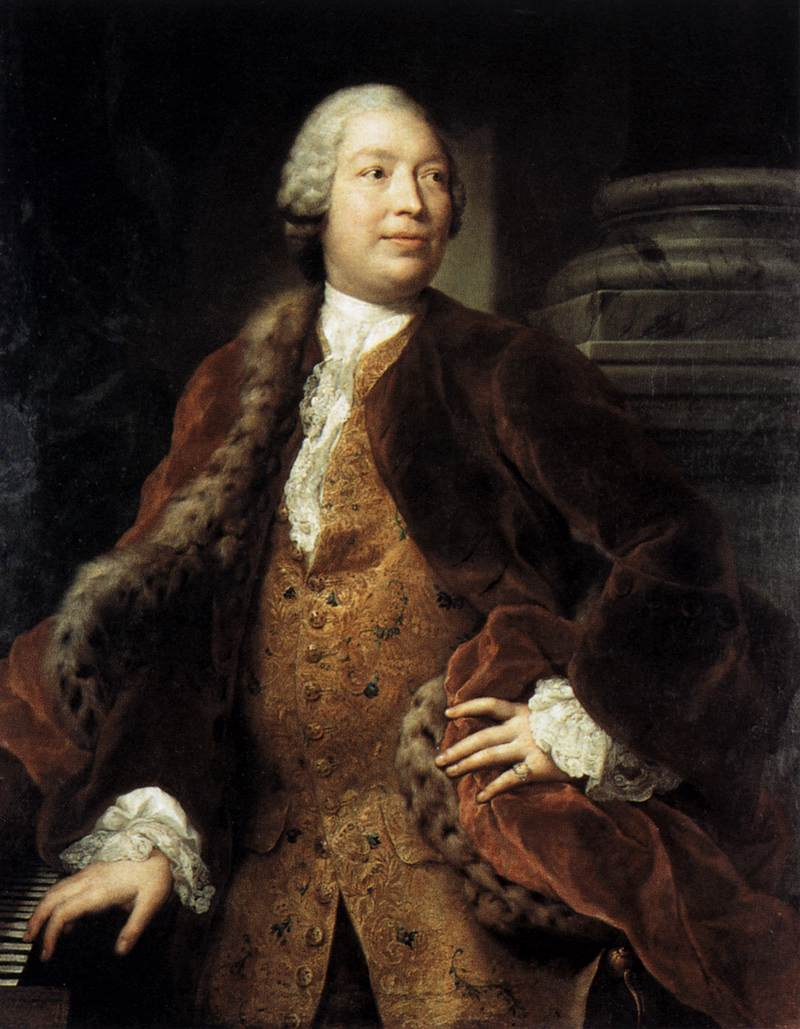
Anton Raphael Mengs – Portrait des Sängers Domenico Annibali

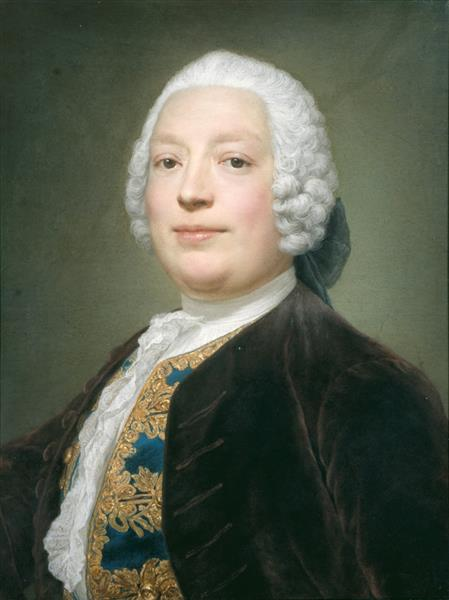
Anton Raphael Mengs – Portrait des Sängers Domenico Annibali

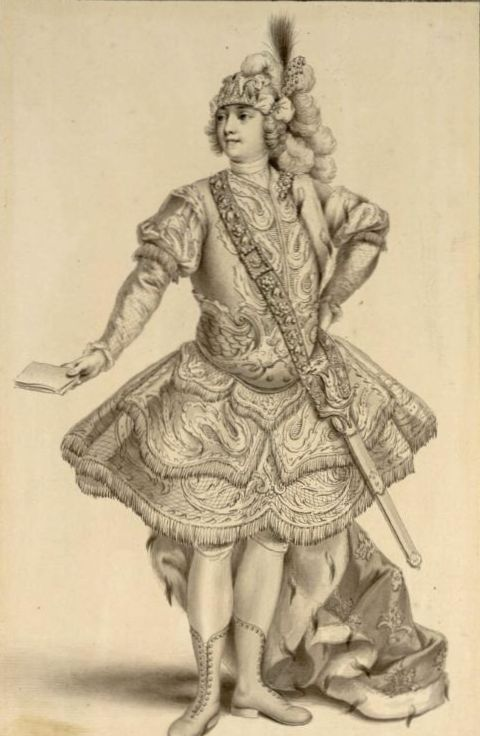
Domenico Annibali als Demetrio in der Oper Antigono von Johann Adolph Hasse (Dresden Karneval 1744)

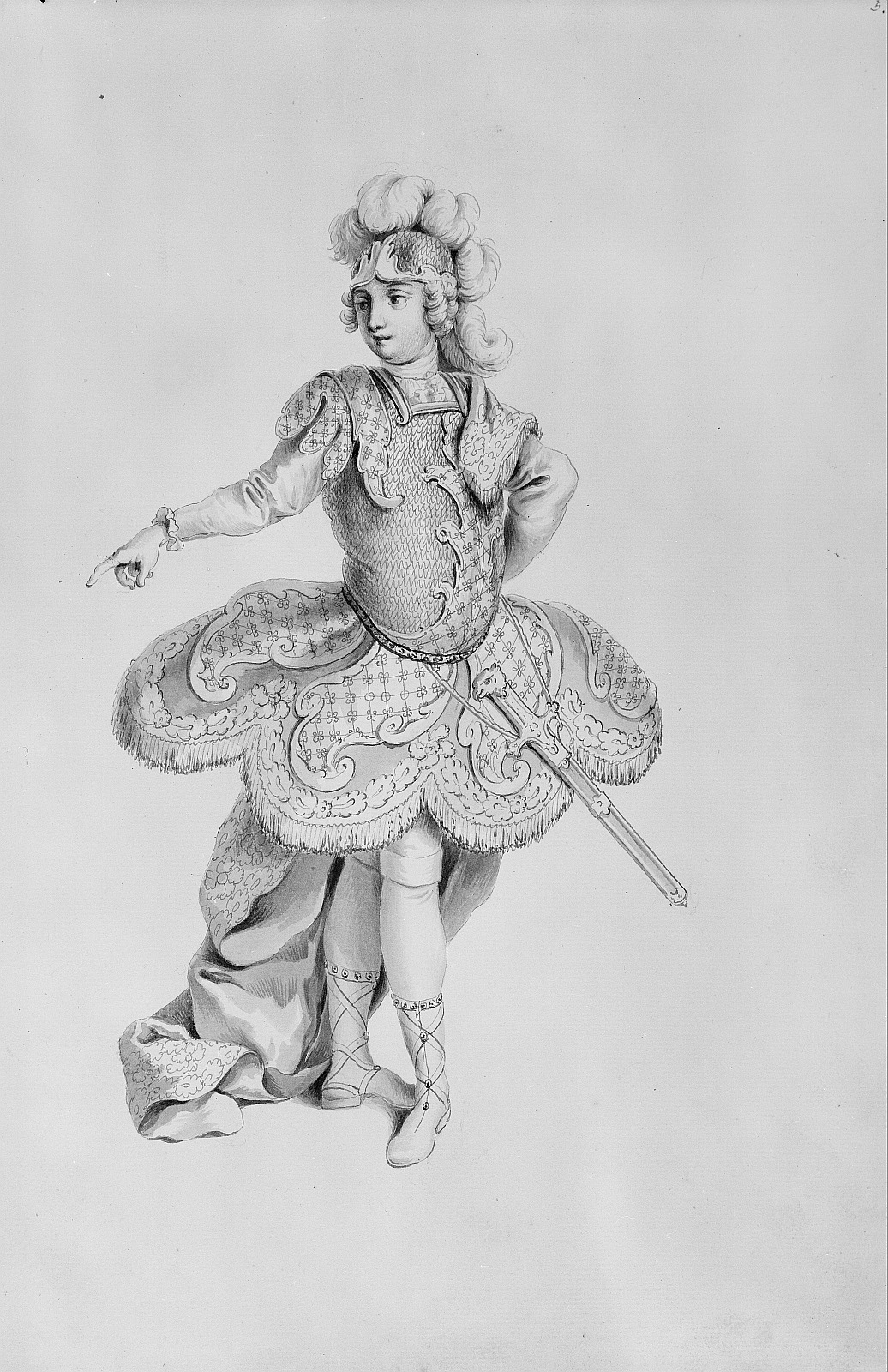
Domenico Annibali als Attilio Regolo in der gleichnamigen Oper von Johann Adolph Hasse (Dresden Karneval 1750)

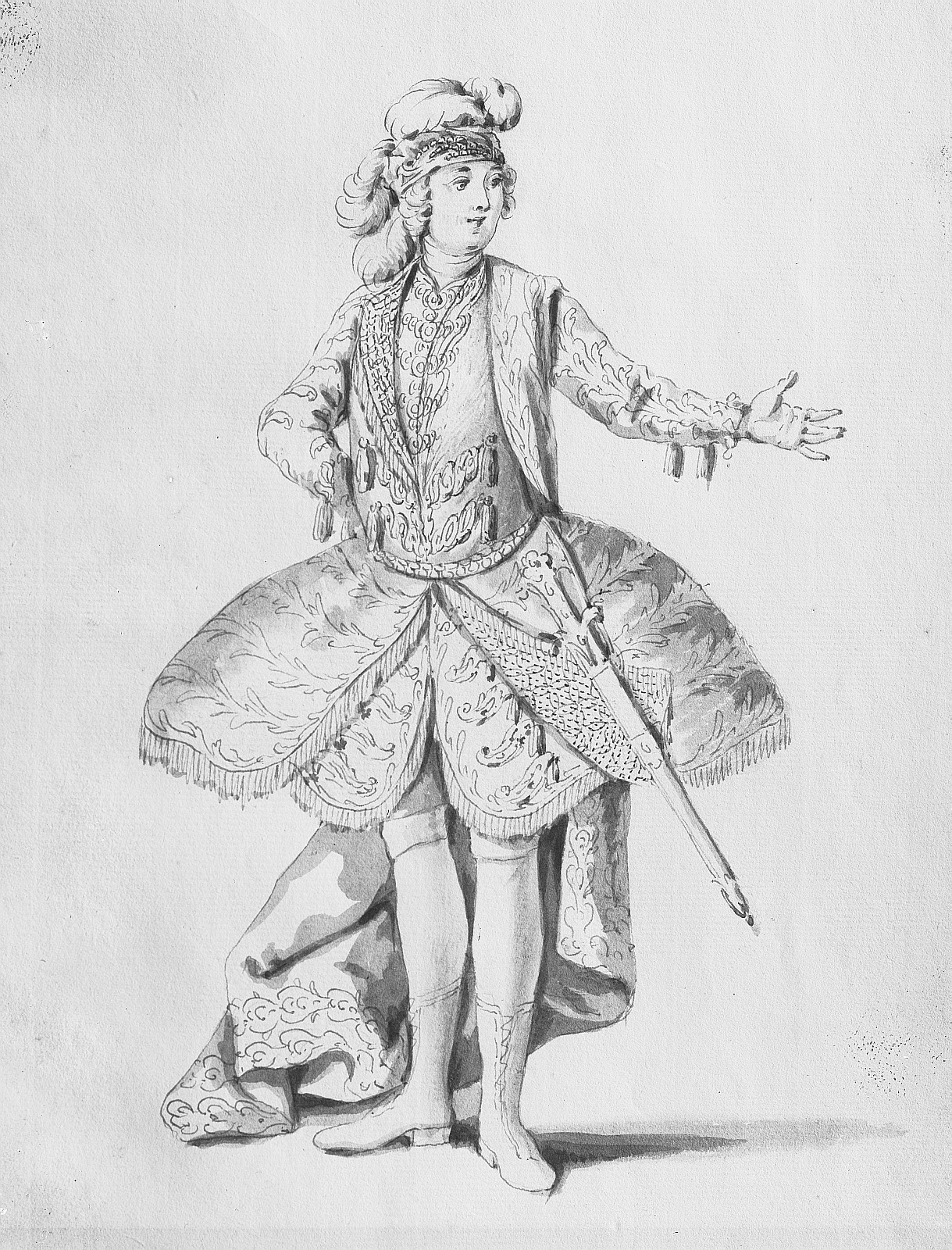
Domenico Annibali als Plistene in der Oper Ipermestra von Johann Adolph Hasse Hubertusburg 7. Oktober 1751 / Karneval Dresden 1752

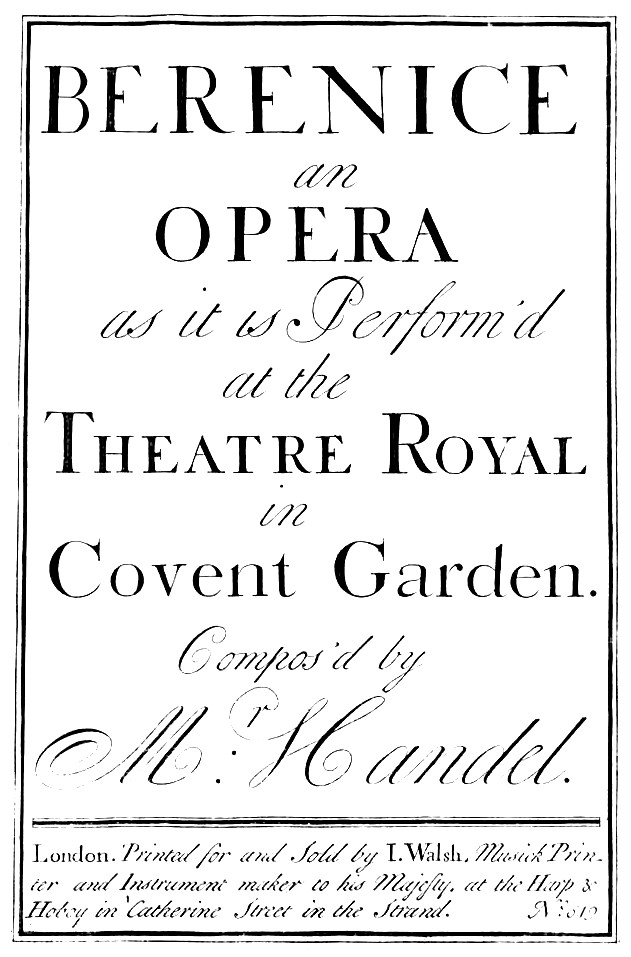
Titelblatt der Partitur zu Händels Berenice (London 1737)

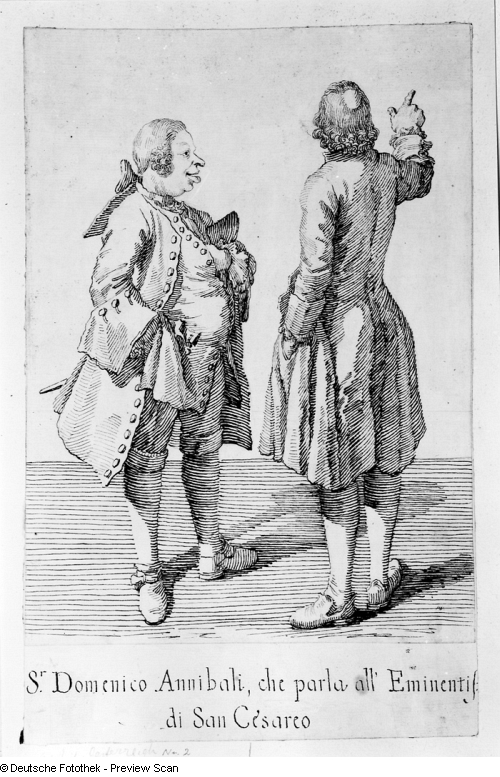
Domenico Annibali im Gespräch mit dem Chef des Teatro di San Cesareo in Rom. Karikatur von Pier Leone Ghezzi

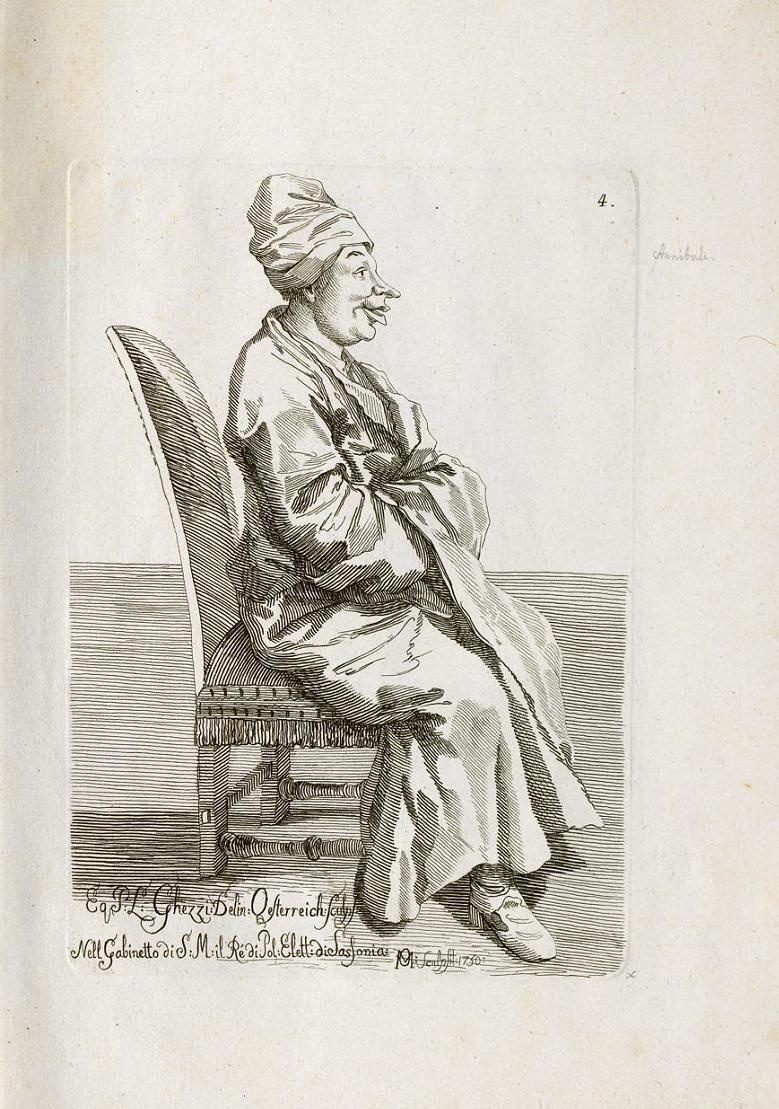
Domenico Annibali. Virtuoso di Sua Majestà il Rè di Polonia. Zeichnung von Pier Leone Ghezzi, radiert von Matthias Oesterreich

Domenico Annibali, zuweilen auch Dominichino Annibali bzw. Domenico Annibalino genannt (* zwischen 1700 und 1705 in Macerata; † 1779 oder später, vermutlich in Rom) war ein italienischer Opernsänger (Altkastrat).

## Leben
Über die Kindheit und Jugend Domenico Annibalis ist nichts bekannt. Auch sein Geburtsdatum ist nicht genau bekannt. Das erste Mal taucht sein Name im Zusammenhang mit der Mission des Außerordentlichen Gesandten des Sächsischen Königs August des Starken, Graf Emilio de Villio, auf, der im Auftrag des Kurprinzen und späteren Königs August III. in Italien vier Kastraten und drei weibliche Gesangstalente finden, auf Kosten des Sächsischen Königs ausbilden und danach an den Königshof und die Königliche Oper in Dresden verpflichten sollte.
Domenico Annibali war neben den beiden Soprankastraten Giovanni Bindi und Venturo Rocchetti sowie seinem Altkastraten-Kollegen einer der vier Kastraten, die von Vilio ausgewählt wurden. Auf Kosten des sächsischen Staates wurde Annibali bei dem Kastraten Pietro Benedetti in Recanti, also in der Nähe seines Geburtsortes Macerata, ausgebildet. 1726 wurde er „zur Verfeinerung“ seiner Fähigkeiten nach Venedig geschickt, wo er sich zum einen bei dem Kastraten und Gesangslehrer Francesco Antonio Pistocchi weiterbildete, zum anderen dadurch, dass er Opernaufführungen besuchte. Für diesen Zweck wurden seitens des sächsischen Königs Logen im Teatro San Giovanni Grisostomo und im Teatro Sant’Angelo gemietet und bezahlt.

### Bühnendebüt in Venedig
Die wiederholt zu findende Angabe, Annibali habe 1725 in Oper Germanico von Nicola Antonio Porpora debütiert, ist wie Zórawska-Witkowska nachgewiesen hat, falsch, da die Oper erst 1732 zur Aufführung kam. Nach ihren Forschungen ist sein Debüt mit seiner Rolle als Uranio in L’incostanza schernita von Tommaso Albinoni anzusetzen. Dieses erfolgte – nach Briefen des Grafen Emilio Vilio nach Dresden – aufgrund dessen Vermittlung, da er bei den Eigentümern des San Grisostomo und zweier weiterer Theater in Venedig, den Gebrüdern Grimani, vorgesprochen hatte. In der Karnevalsaison 1728/1729 wirkte er in zwei Produktionen im Teatro San Cassiano in Venedig mit:
- Giuseppe Maria Orlandini: Adelaide – als Clodomiro[4]
- Geminiano Giacomelli: Gianguir – als Jasingo[5]

In beiden Produktionen sang der berühmte Kastrat Senesino, der vorher schon, wie Annibali ab 1731/1734, in Dresden und, wie Annibali in der Saison 1736/1737, in London gewirkt hatte, die Rollen des Primo uomo, während Annibali noch in Nebenrollen auftrat. In Adelaide traf er auch zum ersten Mal auf Faustina Bordoni, mit der er dann 1731 und ab 1734 regelmäßig in Dresden auf der Bühne stehen sollte.
Im Karneval 1729/30 sang Annibali in
- Francesco Feo: Andromaca
- Giovanni Battista Costanzi: L’Eupatra

### Anstellung und Debüt in Dresden
In beiden Opern-Libretti von 1729 wurde Annibali schon als „Virtuoso de S.M. il Rè Augusto de Polonia“, also als Mitglied der Sächsischen Hofkapelle und Sänger des Königs von Polen, angekündigt. Wann genau die Anstellung am Sächsischen Hof erfolgt ist, muss jedoch unklar bleiben, das Einstiegsgehalt lag aber, wie bei den anderen drei Kastraten, bei 792 Talern.
Im September 1731 traf Annibali zusammen mit den anderen drei Kastraten sowie den drei Sängerinnen, die auf Kosten des sächsischen Staates in Italien ausgebildet worden waren, in Dresden ein und trat erstmals in der Oper Cleofide als Alessandro auf die Opernbühne.
Mit der prunkvollen Inszenierung der Cleofide gaben gleichzeitig auch der ab 1734 offiziell ins Amt eingeführte Hofkapellmeister und Hofkomponist Johann Adolph Hasse sowie seine Frau, die Sopranistin Faustina Bordoni ihr Debüt in Dresden.

### Intermezzo in Wien, Rom und Neapel
Wie Hasse und Faustina Bordoni auch, wurde Annibali zunächst aber noch einmal beurlaubt und ging von Dresden zunächst nach Wien, dann 1732 nach Rom und Neapel, und trat dort in folgenden Rollen auf:
- Antonio Caldara: Demetrio (Wien 1731) – Cleonice
- Johann Adolph Hasse: Cajo Fabricio (Rom, Teatro Capranica 12. Januar 1732) – Titelrolle[7]
- Nicola Porpora: Germanico in Germania (Rom, Teatro Capranica 11. Februar 1732) – Titelrolle[8]

In den beiden Opern in Rom sang Annibali also erstmals die Titelrollen. Zudem sang er hier erstmals zusammen mit Angelo Maria Monticelli (als Rosmonda in Germanico sowie als Sestia, Tochter des Cajo Fabrizio in Cajo Fabricio) zusammen, der später ebenfalls in Dresden singen sollte, sowie mit Felice Salimbeni (als Ersinda), der nach einer Gastrolle in Dresden schließlich Sänger am Hofe Friedrich II. von Preußen wurde. Ebenfalls in Hauptrollen besetzt, trat er in beiden Produktionen gemeinsam mit dem berühmten Kastraten Caffarelli (Arminio in Germanico und Pirro in Cajo Fabricio) auf.

### Dresden (1734–1736)
1734 kehrte er nach Dresden zurück und wirkte hier in der Oper Cajo Fabricio von Hasse mit folgender Besetzung mit:
- Pirro: Ventura Rocchetti
- Cajo Fabricio: Domenico Annibali
- Sestia, Tochter des Cajo: Faustina Bordoni
- Volusio: Giovanni Bindi
- Bircenna: Maria Rosa Negri
- Turio: Niccolò Pozzi
- Cinea: Johann Joseph Götzel

Im Frühjahr 1736 fragte Händel aus London beim sächsischen Hof offiziell an, ob er Domenico Annibali für eine Spielzeit ausleihen könne.

### London (1736–1737)
Im Oktober 1736 ging Annibali nach London, wo er als „in Dresden gefeierter“ Kastrat angekündigt wurde, und wurde Ensemblemitglied in Georg Friedrich Händels dritter, in eigener finanzieller Verantwortung geführter Opernakademie.

“On Tuesday last Signor Dominico Annibali, the celebrated Italian Singer lately arriv’d from Dresden, to perform in Mr. Handel’s Opera in Coven-Garden, was sent for to Kensington, and had the Honour to sing several Songs before her Majesty and the Princesses, who express’d the highest Satisfaction at his Performance.”

„Letzten Dienstag [5. Oktober] wurde der gefeierte italienische Sänger Domenico Annibali, kürzlich von Dresden hier angekommen, um in Händels Coventgarden-Oper aufzutreten, nach Kensington geschickt, wo er die Ehre hatte, der Königin und den Prinzessinnen verschiedene Gesänge vorzutragen, welche über diese Darbietung höchst zufrieden waren.“

Am 8. Dezember 1736 stand Annibali das erste Mal auf der Bühne des Covent Garden Theatre bei der Wiederaufnahme von Händels Poro. In dieser Wiederaufnahme sind, damals eine übliche Praxis, bei Händel aber außer in Poro nur noch in einer anderen Oper zu finden, drei seiner „Kofferarien“ in Händels Poro eingeflossen: zwei von Giovanni Alberto Ristori und eine von Leonardo Vinci. 1737 sang Annibali die Titelrollen in Arminio und in Giustino sowie den Demetrio in Händels neuer Oper Berenice. Darüber hinaus übernahm er den Ahasverus in einer Wiederaufnahme von Händels Oratorium Esther in italienischer Sprache.
Speziell für Annibali umgeschrieben wurden Teile in der Wiederaufnahme von Alexander’s Feast sowie der dreiteiligen Zweitfassung seines 1707 in Rom verfassten Oratoriums Il trionfo del Tempo e del Disinganno, das unter dem neuen Titel Il trionfo del Tempo e della Verità zur Aufführung kam. Schließlich soll Annibali auch in dem Pasticcio Händels Didone abbandonata (HWV A12) mitgewirkt haben. Nach nur einer Spielzeit in London kehrte er nach Dresden zurück.

### Dresden (1738–1756)
Offenbar noch während seines Aufenthaltes in London wurde Annibali vonseiten des Dresdener Hofes ein lukratives Gegenangebot gemacht und sein ursprüngliches Gehalt von 792 auf 1500 Taler angehoben. Eine weitere Anhebung des Gehalts erfolgte zum Ende des Jahres 1739 (auf 2000 Taler). In Dresden blieb er bis 1756 unter den aktiven Hofmusici gelistet, verließ die Stadt aber erst 1764.
In Dresden sang er hauptsächlich in den Opern des Hofkomponisten Johann Adolph Hasse – in folgenden Rollen:
- Tito Vespasiano (Pietro Metastasio; Dresden 1738) – Tito Vespasiano[11]
- Alfonso (Stefano Pallavicini; Dresden 1738) – Garzia[12]
- Demetrio (Pietro Metastasio; WA Dresden 1740) – Alceste[13][14]
- Didone abbandonata (Pietro Metastasio; Hubertusburg & Dresden 7. Oktober 1742) – Enea[15]
- Lucio Papirio (Apostolo Zeno; Dresden 1742)
- Arminio (Giovanni Claudio Pasquini; Dresden 1745)
- Semiramide riconosciuta (Pietro Metastasio; Venedig 1744)
- Demofoonte (Pietro Metastasio; Dresden 1748)
- Attilio Regolo (Pietro Metastasio; Dresden 1750) – Titelrolle
- Ciro riconosciuto (Pietro Metastasio; Dresden 1751)
- Ipermestra (Pietro Metastasio; WA Dresden 1751) – Plistene[15]
- Adriano in Siria (Pietro Metastasio; Dresden 1752)

Ebenfalls in diese Dresdner Zeit fiel die Mitwirkung in folgenden Opern anderer Komponisten:
- Astarto (von Domingo Terradellas; Rom, 1739) – Astarto
- Filandro (Dramma comico-pastorale von Nicola Antonio Porpora; Dresden 1747) – Filandro[15][16]

In wohl einer der größten jemals in Dresden produzierten Opern, Solimano von Hasse (1753), wurde er schon nicht mehr besetzt.
Nach Ortmann, die die Kirchenbücher Dresdens durchgesehen hat, kann man davon ausgehen, dass Domenico Annibali ein enger Freund der Hasses war und auch privat eng mit ihnen verkehrte. Zumindest sind er und 1–2 Vertreter des Öfteren gemeinsam Trauzeugen oder Taufpaten.

### Ruhestand in Macerata und Tod (in Rom?)
1764 verließ er Dresden und setzte sich in seiner Heimatstadt Macerata zur Ruhe – mit einer vom sächsischen Hof bewilligten Rente von 1200 Talern (nach Kreisig nach heutigen Maßstäben 87000 EUR). Auch im Ruhestand führte er weiter den Titel eines Hofmusicus. In Macerata blieb er bis mindestens 1776. Drei Jahre später, 1779, ging Annibali nach Rom.

## Gesangliche Qualitäten
Nach Aussage von Winton, der sich auf Burney bezieht, was so aber nicht zu finden ist, habe Annibali in England keinen bleibenden Eindruck hinterlassen („his abilities during his stay in England seem to have made no deep impression“). Demgegenüber berichtet Winton aber auch von einer Mrs Pendarves, die in Annibalis Stimme das „Beste von Senisonos und Carestinis Stimme vereinigt“ sah.
Letzteres mag sich im hohen Tonumfang der Arien zeigen, die Hasse in seinen frühen und Händel in London für ihn geschrieben hatten, zeigen: dieser erstreckt sich bei Hasse von a bis f’’ bzw. bei Händel bis g’’, bei Hasses Demofoonte (1748) hingegen ist der höchste Ton ein g.
In anderen Berichten wird seine „brillante“ und „äußerst flexible“ Koloraturkunst gelobt, wohingegen seine Schauspielkunst eher hölzern daherkam.